# 안나푸르나산
안나푸르나산(영어: Mount Annapurna, 네팔어: अन्नपूर्णा)는 히말라야산맥 중부에 줄지어선 고봉이다. 길이가 무려 55km에 달하고, 최고봉인 안나푸르나 1봉은 높이가 8,091m로 8,000m이상의 고산을 의미하는 14좌의 하나이다. 서쪽에서부터 최고봉인 안나푸르나 1봉(8,091m), 안나푸르나 3봉(7,555m), 안나푸르나 4봉(7,525m), 안나푸르나 2봉(7,937m), 강가푸르나(7,455m)가 연이어 서있고, 안나푸르나 3봉의 남쪽에서 갈라져 나온 끝에 마차푸차레산가 있다. 안나푸르나는 산스크리트어로 '수확의 여신'이라는 뜻을 가지고 있다.

## 지리
안나푸르나산에는 7,200m를 넘는 여섯 봉우리가 있다.

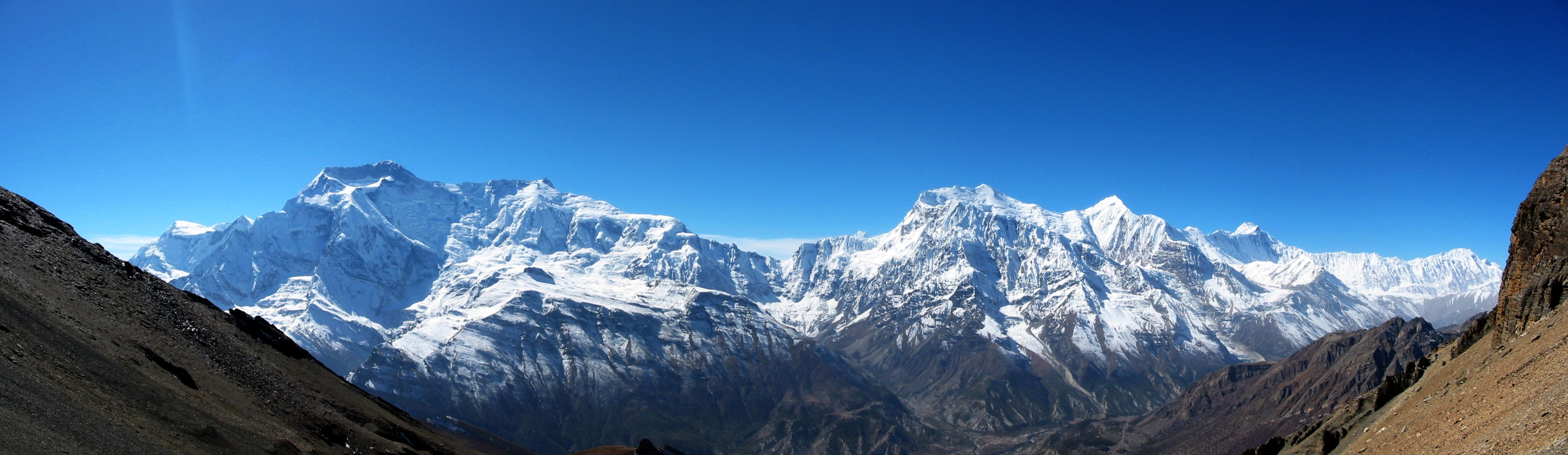
북동쪽에서 바라본 안나푸르나 히말라야. 왼쪽에서 오른쪽으로: 안나푸르나 2봉, 안나푸르나 4봉, 중앙 고개, 안나푸르나 3봉, 강가푸르나, 안나푸르나 1봉 순.

| 이름            | 높이         | 상대 높이 | 좌표                                                          |
| --------------- | ------------ | --------- | ------------------------------------------------------------- |
| 안나푸르나 1봉  | 8,091m 10위  | 2,984m    | 북위 28° 35′ 42″ 동경 83° 49′ 08″ / 북위 28.595° 동경 83.819° |
| 안나푸르나 2봉  | 7,937m 16위  | 2,437m    | 북위 28° 32′ 20″ 동경 84° 08′ 13″ / 북위 28.539° 동경 84.137° |
| 안나푸르나 3봉  | 7,555m 42위  | 703m      | 북위 28° 35′ 06″ 동경 84° 00′ 00″ / 북위 28.585° 동경 84.000° |
| 안나푸르나 4봉  | 7,525m       |           | 북위 28° 32′ 20″ 동경 84° 05′ 13″ / 북위 28.539° 동경 84.087° |
| 강가푸르나      | 7,455m 59위  | 563m      | 북위 28° 36′ 22″ 동경 83° 57′ 54″ / 북위 28.606° 동경 83.965° |
| 안나푸르나 남봉 | 7,219m 101위 | 775m      | 북위 28° 31′ 05″ 동경 83° 48′ 22″ / 북위 28.518° 동경 83.806° |

## 등정 기록
1950년 6월 3일 프랑스의 모리스 에르조그와 루이 라슈날이 처음으로 안나푸르나 제1봉 등정에 성공하였다. 이는 인류 최초의 8,000m급 등정 기록으로 남아있다. 1970년에는 Chris Bonington이 이끄는 영국등반대가 안나푸르나산의 남벽을 처음으로 등정하였다. 이 1970년의 안나푸르나산 남벽 원정은 등정주의에서 등로주의로의 한 획을 그은 등반으로 평가받는다. 1978년에는 Arlene Blum이 이끄는 미국등반대가 안나푸르나산 등정에 성공하였는데 모두 여성으로 구성된 팀으로 주목받기도 하였다. 1987년 2월 3일에는 폴란드의 Jerzy Kukuczka와 Artur Hajzer가 등반에 성공하여 14좌 최초의 겨울 등정으로 기록되기도 하였다.

## 트래킹 정보
안나푸르나 산군은 히말라야에서 가장 인기있는 트래킹 코스로 꼽힌다. 네팔 중부 제일의 관광도시인 포카라를 기점으로 짧게는 푼힐 전망대로의 트래킹 코스에서 안나푸르나산 등반대의 전진베이스캠프까지의 트래킹 코스, 길게는 안나푸르나 산군의 주변을 일주하는 안나푸르나산 라운드 트래킹 코스 등이 있다.

## 사건
- 2020년 : 안나푸르나 교사 실종 사고 - 해당 산에서 트래킹을 즐긴 교사 및 가이드 등 6명이 실종되는 사건